# (10685) Kharkivuniver
(10685) Kharkivuniver est un astéroïde de la ceinture principale.

## Description
(10685) Kharkivuniver est un astéroïde de la ceinture principale. Il fut découvert le 9 novembre 1980 à la station Anderson Mesa par Edward L. G. Bowell. Il présente une orbite caractérisée par un demi-grand axe de 2,55 UA, une excentricité de 0,32 et une inclinaison de 9,9° par rapport à l'écliptique.

## Compléments